# Mat' (film 1955)
Mat' (Мать, La madre) è un film del 1955 diretto da Mark Semënovič Donskoj, tratto dall'omonimo romanzo di Maksim Gor'kij.